# نورمان باترسون
نورمان باترسون (بالإنجليزية: Norman Patterson)‏ هو منافس ألعاب قوى أمريكي، ولد في 4 يوليو 1886، وتوفي في 25 مايو 1961.

## وصلات خارجية
- نورمان باترسون على موقع أوليمبيديا (الإنجليزية)